# Västra Sönnarslövs församling
Västra Sönnarslövs församling var en församling i Lunds stift och i Klippans kommun. Församlingen uppgick 2006 i Klippans församling.

## Administrativ historik
Församlingen har medeltida ursprung. Före den 1 januari 1886 (ändring enligt beslut den 17 april 1885) var namnet Sönnarslövs församling. En del av socknen, Hyllinge, tillhörde före 1889 Luggude härad i Malmöhus län och överfördes då till samma härad och län som övriga socknen.
Församlingen var till 1962 annexförsamling i pastoratet Kvidinge och (Västra) Sönnarslöv. Från 1962 till 2006 annexförsamling i pastoratet Gråmanstorp/Klippan, Vedby och Västra Sönnarlöv. Församlingen uppgick  2006 i Klippans församling.

## Kyrkobyggnader
- Västra Sönnarslövs kyrka